# Sazlıçayır, Hanak
Sazlıçayır là một xã thuộc huyện Hanak, tỉnh Ardahan, Thổ Nhĩ Kỳ. Dân số thời điểm năm 2010 là 500 người.